# ヴァルトフィッシュバッハ＝ブルガルベン
ヴァルトフィッシュバッハ＝ブルガルベン (独: Waldfischbach-Burgalben) はドイツ連邦共和国 ラインラント＝プファルツ州ズュートヴェストプファルツ郡の町村。ヴァルトフィッシュバッハ＝ブルガルベン連合自治体 (独: Verbandsgemeinde Waldfischbach-Burgalben) の行政庁所在地となっている。
プファルツの森の西端、ピルマゼンスの北東約10kmに位置する。

## 姉妹都市
- - カランタン(Carentan) （フランス）